# 杰里米·布雷特
杰里米·布雷特（英語：Jeremy Brett，1933年11月3日—1995年9月12日），本名彼得·杰里米·威廉·哈金斯（Peter Jeremy William Huggins），英国电影演员。曾经在英国製作的《福爾摩斯探案》系列4部电视影集《福尔摩斯历险记》、《福尔摩斯归来记》、《福尔摩斯新探案》和《福尔摩斯回忆录》片中，扮演侦探歇洛克·福尔摩斯。

## 早期生平
布雷特出生在英国沃里克郡伯克斯韦尔的伯克斯韦尔农庄，后就读于伊顿公学。布雷特后来声称他在伊顿公学曾经是“学院的灾难”，并把他之所以学习困难的问题归结于诵读困难。但是他在歌唱方面表现杰出，并且是学院唱诗班的一员。

## 表演生涯
布雷特在伦敦的中央演讲与戏剧学院学习表演。1954年他首次在曼彻斯特的图书馆剧院正式登台表演，1956年首次在伦敦出演老威克公司的舞台剧特洛伊罗斯和克雷西达。同年他出现在百老汇并在《理查二世》中扮演奥墨尔公爵他继续在舞台上扮演着许多经典的角色，包括早期在老威克和后来在皇家国家剧院出演的无数莎士比亚作品中的角色。布雷特首次在电视中露面是1954年，并于1955年首次在电影中出演角色。
1967年由于肖恩·康纳利的退出，电影制片人哈里·萨尔茨曼和艾伯特·R·布罗科利曾经略微谈到请布雷特在《女王密使》中出演詹姆斯·邦德，可是这一角色被澳大利亚演员乔治·拉兹比获得了。第二次试演《生死关头》中007这个角色也以罗杰·摩尔的获胜而告终。
60年代早期，布雷特频繁出现在英国的电视螢光幕。他出演了许多電視影集，其中尤其以在1966年改编的《三个火枪手》中扮演达达尼昂而著名。他也扮演过少数几个经典的喜剧角色，比如《情敵》中的绝对船长。1973年，布雷特在通过电视转播的莎士比亚名作《威尼斯商人》中扮演巴萨尼奥，其中劳伦斯·奥利维尔扮演夏洛克（Shylock），琼·普洛赖特扮演鲍西亚。（布雷特、奥立佛和珀劳怀特三人曾在皇家大剧院扮演同样的角色。）布雷特因此开玩笑说，身为一个演员，他很少被容许进入二十世纪，更何况当前了。
尽管布雷特主演的电影鲜为人知，但他在1964年轰动一时的电影版的《窈窕淑女》中扮演了弗雷迪·艾恩斯福特-希尔。虽然在这部电影中他的歌唱部分是由他人代唱，但是布雷特自己仍有歌唱底子，正如他后来在1968年英国电视中播放的《风流寡妇》中扮演的丹尼洛证实的那样。
值得一提的是傑瑞米·布雷特扮演的所有角色中，他那精确完美的发音。由于天生的语言障碍，布雷特不能够正确的发“R”这个音。所以少年时的矫正治疗和之后年复一年的练习给了布雷特完美且令人羡慕的发音。他后来自称自己无论工作与否每天都练习对白。
尽管布雷特在他40年的表演生涯了扮演了许多不同的角色，但至今最令人记忆深刻的还是他扮演的歇洛克·福尔摩斯。这是1984到1994年间由格兰纳达电视拍摄，约翰·霍克斯沃斯和其他作家改编的阿瑟·柯南·道尔爵士的小说。即使据传闻布雷特害怕被一直冠以同一角色，他还是出演了41集格兰纳达电视公司的系列剧。在接受了这个挑战性的角色后，布雷特很少扮演过其他角色。他被广泛的认为是那个时代最具权威性的福尔摩斯，就好像40年代的贝锡·罗斯本。有趣的是，布雷特在1980年洛杉矶公演的舞台剧《血色十字架》中扮演过华生医生，而其中扮演福尔摩斯的是查尔顿·赫斯顿。
布雷特是曾经分別扮演過福尔摩斯和华生医生两个角色的三位演员之一（另外兩位是雷金纳德·欧文和派屈克·麥克尼）。

## 疾病与死亡
1985年7月4日，就在布雷特刚完成《最后一案》里福尔摩斯之“死”的拍摄，他的第二任妻子琼·威尔逊去世了，这加重了他原有的躁郁症。于是他暂时退出了福尔摩斯系列剧的拍摄。然而当他在1986年重新回到新剧集的拍摄时，原有的悲痛和繁重的拍摄使他的病情更加恶化。“福尔摩斯威胁着我的生活。他就好像是月亮阴暗的那一面，喜怒无常并且独来独往，而我是喜爱交际的，这对我来说很危险。”严重的躁郁症使他不得不入院治疗。在生命的最后十年里，布雷特曾经多次入院治疗，到他完成《福尔摩斯》系列剧最后剧集的拍摄时，他的健康和容貌都明显恶化了。梅尔·伽索在《纽约时报》的讣告中写道：“布雷特先生被认为是最完美的福尔摩斯，其惊人的分析、非凡的伪装、阴郁低落的情绪和他那不屈不挠的解决最错综复杂罪案。”
布雷特因心肌病死于自己在伦敦的家中，这使拍摄所有福尔摩斯小说的计划没能完成。大量的吸烟使布雷特那颗在幼年时就被风湿热摧残的心脏变得更加脆弱。在一次采访时，爱德华·哈德维克（在布雷特主演的福尔摩斯中第二位华生医生的扮演者）透露布雷特会在去拍摄的路上买60支香烟并且在一天里抽完。据传闻布雷特曾经在心脏被诊断有病后短时戒烟，但在1995年9月12日他去世不久前又重新开始吸烟了。
1996年夏天，也就是在杰里米·布雷特去世将近1年后，美国影片《情妇法兰德丝》公开发行。作为布雷特生前出演的最后一部作品，他扮演了“艺术家的父亲”角色，其中罗蘋·莱特·潘扮演主角。

## 家庭情况
1958年布雷特和演员安娜·梅西（雷蒙·梅西的女儿）结婚，二人于1962年离婚。他们的儿子，大卫·哈金斯生于1959年，现在是英国著名的漫画家，插图画家和小说家。几年后，布雷特和梅西一起出演了英国广播公司改编的电影Rebecca（1978），其中布雷特扮演那个神出鬼没的英雄Max de Winter，梅西扮演了险恶女管家Mrs Danvers。（大卫·哈金斯也在其中扮演了不知名的小角色。）安娜已於2011年過世。1977年布雷特和美国公共电视网（PBS）的制片人琼·威尔逊结婚，琼于1985年因癌症過世。威尔逊的死使布雷特备受打击，之后没有再娶。著名英国演员马丁·克拉斯（因出演Men Behaving Badly而出名）的妈妈和布雷特是表兄妹。
由於布雷特本人的雙性戀傾向，在兩段婚姻之間曾陸續與演員、歌手蓋瑞·邦德（Gary Bond，1940～1995）及舞台劇導演、演員保羅·薛納（Paul Shenar，1936～1989）之間有過感情關係。